# فرانکی آرتوس
فرانکی آرتوس (انگلیسی: Frankie Artus؛ زادهٔ ۲۷ سپتامبر ۱۹۸۸) بازیکن فوتبال اهل بریتانیا است.
از باشگاه‌هایی که در آن بازی کرده‌است می‌توان به باشگاه فوتبال بث سیتی، باشگاه فوتبال چلتنهام تاون، باشگاه فوتبال اکستر سیتی، باشگاه فوتبال چسترفیلد، باشگاه فوتبال گریمزبی تاون، باشگاه فوتبال کترینگ تاون، باشگاه فوتبال برنتفورد، باشگاه فوتبال بریستول سیتی، و باشگاه فوتبال هرفورد یونایتد اشاره کرد.